# Фрајнхаген (Ајхсфелд)
Фрајнхаген (њем. Freienhagen) општина је у њемачкој савезној држави Тирингија. Једно је од 89 општинских средишта округа Ајхсфелд. Према процјени из 2010. у општини је живјело 311 становника. Посједује регионалну шифру (AGS) 16061032.

## Географски и демографски подаци
Фрајнхаген се налази у савезној држави Тирингија у округу Ајхсфелд. Општина се налази на надморској висини од 305 метара. Површина општине износи 4,1 km². У самом мјесту је, према процјени из 2010. године, живјело 311 становника. Просјечна густина становништва износи 76 становника/km².